# Cultura de Turkmenistán

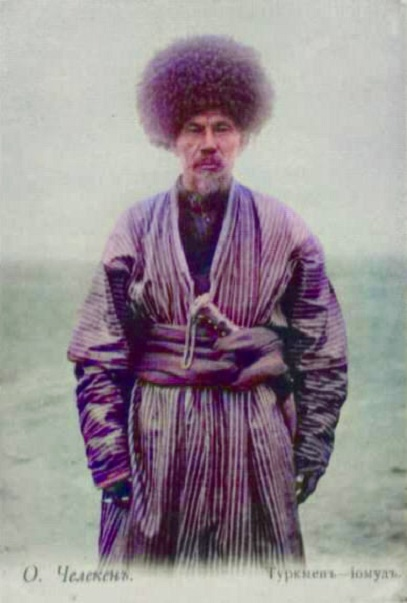
Un Turcómano Yomut con su atuendo tradicional a comienzos del.

La cultura de Turkmenistán posee sus raíces en las tradiciones de los turcomanos que han sido tradicionalmente una sociedad de jinetes nómadas, e incluso en los últimos tiempos, tras la disolución de la Unión Soviética, los intentos de introducir una cultura urbana entre los turcomanos no han tenido mucho éxito. Aunque los turcomanos nunca formaron una nación o grupo étnico coherente, hasta que fueron unidos en uno por Iósif Stalin en la década de 1930. Se encuentran divididos en clanes, y cada clan posee su propio dialecto y forma de vestir. Los turcomanos son famosos por fabricar gillams, un tipo de alfombra a menudo confundido con las telas de Bujará en Occidente. Se trata de alfombras elaboradas y coloridas, que también ayudan a indicar las distinciones entre los diversos clanes turcomanos.
La mayoría de los turcomanos practican el Islam suní, al igual que la mayoría de los pueblos nómadas de la zona, pero su adhesión al islam a menudo se combina con espiritualidad animista preislámica. Sus prácticas religiosas son muy espirituales y no son militantes en lo que a religión se refiere.
Los turcomanos son fácilmente identificables por sus sombreros tradicionales telpek, hechos con pieles negras de oveja. En lo que se refiere a vestimenta nacional los hombres utilizan sombreros negros altos de lana de oveja y casacas rojas sobre camisas blancas. Las mujeres llevan largos vestidos amplios y pantalones estrechos. Las mujeres también suelen utilizar joyería de plata, y brazaletes y broches con piedras semipreciosas.

## Lengua y literatura
Fuera de Asjabad, la capital de Turkmenistán, el idioma nacional de los turcomanos es el más frecuente, dividido en numerosos dialectos. En la capital es difícil encontrar a alguien que no hable ruso, a pesar de los esfuerzos recientes por revivir el antiguo lenguaje turcomano, aunque está ganando terreno rápidamente debido a su posición como lengua oficial del país.
Entre las figuras más destacadas de la literatura turcomana se encuentran los poetas Magtymguly Pyragy y Mämmetweli Kemine.

## Cine
El cine de Turkmenistán se remonta a la década de 1920, cuando el país estaba en la Unión Soviética. Desde la independencia del país en 1991, Turkmenistán ha tenido la industria de producción de cine más limitada de cualquier estado de Asia Central.